# Banggaidwergooruil
De banggaidwergooruil (Otus mendeni) is een vogelsoort uit de familie van de strigidae (uilen). De vogel werd verzameld in 1838 tijdens een expeditie door de Soela-eilanden georganiseerd door het Amerikaanse Agassiz Museum of Comparative Zoology in Cambridge in Massachusetts (sinds 1998 het Harvard Museum of Natural History). In 1939 beschreef de Duitse vogelkundige Oscar Neumann (die tijdig Nazi-Duitsland wist te ontvluchten) deze uil als als ondersoort van de  sulawesi-dwergooruil (O.manadensis).

## Verspreiding en leefgebied
Deze soort is endemisch op de Banggai-eilanden (Peleng en Labobo). De leefgebieden liggen in primair regenwoud in laagland tot op 900 meter boven zeeniveau. De vogel werd ook aangetroffen in licht aangetast tropisch bos. De soort is kwetsbaar door aantasting van het tropisch regenwoud door de aanleg van oliepalmplantages, mijnbouw en verbetering van de infrastructuur ten behoeve van het toerisme.